# Paulo Oliveira (piloto)
Paulo Sérgio da Silva Oliveira (Seia, Portugal, 17 de dezembro de 1973), mais conhecido por Paulo Oliveira, é um  piloto de Rali luso-moçambicano. É o primeiro moçambicano a competir no Rally Dakar e a representar Moçambique no campeonato do Mundo Bajas todo-o-terreno em 2021, tendo alcançado o 3º lugar da classe.
Em 2024 conquista o Vice campeonato de Bajas todo-o-terreno, Campeonato que se realiza pela primeira vez em Moçambique.

## Biografia
Após o regresso á modalidade em 2014, participa na sua primeira prova internacional de Rally Raid, PanAfrica em Marrocos 2019. Em 2020, a Covid-19 adia a sua participação no Dakar Series e no Campeonato do Mundo de Rally Raid, correndo na única prova realizada, o Rally Andaluzia, onde se classificou no 23º lugar da geral e 2º da classe, tornando-se o primeiro piloto moçambicano a conseguir classificar-se para o Rally Dakar. Em 2021 participa pela primeira vez no Rallye du Maroc, terminando com sucesso a sua participação no 40ª posição entre 100 participantes.  
No Rally Dakar 2022, conseguiu terminar todas etapas do campeonato (12 etapas) e terminou na 116ª posição da classificação geral.